# Юран, Натан
Ната́н Юра́н (англ. Naftuli "Nathan" Hertz Juran; 1 сентября 1907, Гура-Гуморулуй, Австро-Венгерская империя — 23 октября 2002, Палос-Вердес, США) — американский кинорежиссёр, сценарист, художник и продюсер.

## Биография
Натан (Нафтули Герц) Юран родился 1 сентября 1907 года в городке Гура-Гуморулуй, в еврейской семье. Брат — инженер и теоретик менеджмента Джозеф Мозес Юран (1904—2008). 
В 1912 году, когда сыну было пять лет, его родители Яков и Гитл Юран с шестерыми детьми эмигрировали в Америку. 
Сначала он работал архитектором, в 1937 году пришёл в кинобизнес. Первый фильм в его фильмографии — «Тётка Чарлея» (англ. Charley’s Aunt), где он работал художником-постановщиком. 
После этого Юран работал в качестве художника ещё в ряде картин, а в 1942 году за свою работу был награждён премией «Оскар».
В 1952 году вышел фильм «Непокорённый фронтир» (англ. Untamed Frontier), где Юран в последний раз выступил в качестве художника. 
В том же году вышел режиссёрский дебют Юрана — фильм «Чёрный замок» (англ. The Black Castle). 
С 1953 года Натан Юран начал активно снимать фильмы, выступая в качестве режиссёра и продюсера. Он ставил картины в разных жанрах — фантастика, вестерн, фэнтези, приключения, детектив и др. 
Несколько фантастических фильмов Юрана стали культовыми и сейчас считаются классикой. 
В своем творчестве Натан часто сотрудничал с известным постановщиком спецэффектов Рэем Харрихаузеном. 
Последний фильм Юрана вышел в 1973 году. После этого он ушёл из кинематографа.
Умер 23 сентября 2002 года.

## Награды
- 1942 — премия «Оскар» за работу художника-постановщика в картине «Как зелена была моя долина»
- 1947 — номинация на премию «Оскар» за работу художника-постановщика в картине «Остриё бритвы»

## Фильмография

### Режиссёр
- 1952 — Чёрный замок (Black castle)
- 1953 — Закон и порядок (Law and Order)
- 1953 — Золотой Клинок (The golden blade)
- 1953 — Дымок из ствола (Gunsmoke)
- 1953 — Перекати поле (Tumbleweed)
- 1954 — Облава на шоссе (Highway Dragnet)
- 1954 — The big moment
- 1954 — Drums Across the River
- 1955 — Паутина преступления (The Crooked Web)
- 1955—1957 — Crossroads (сериал)
- 1956—1958 — My friend Flicka (сериал)
- 1957 — Смертельный богомол (The deadly Mantis)
- 1957 — 20 миллионов миль до Земли (20 Million Miles to Earth)
- 1957 — Мозг с планеты Эраус (The brain from planet Arous)
- 1957 — Морские ведьмы (Hellcats of the Navy)
- 1958 — Le imprese di una spada leggendaria
- 1958 — Нападение 50-ти футовой женщины (Attack of the 50 Foot Woman)
- 1958 — Седьмое путешествие Синдбада (The 7th Voyage of Sinbad)
- 1959 — Good Day for a Hanging
- 1959 — Mantelli e spade insanguinate
- 1961 — Полёт на воздушном шаре (Flight of the Lost Balloon)
- 1962 — Джек — убийца великанов (Jack the Giant Killer)
- 1963 — Саксы захватывают трон (Siege of the Saxons)
- 1964—1968 — Путешествие на дно океана (сериал) (Voyage to the Bottom of the Sea)
- 1964 — Восточный Судан (East of Sudan)
- 1964 — Первые люди на Луне (First Men in the Moon)
- 1965—1968 — Затерянные в космосе (Lost in Space)(сериал)
- 1966—1967 — Временное пространство (The Time Tunnel) (сериал)
- 1968—1970 — Земля гигантов (Land of the Giants) (сериал)
- 1969 — Захватчики земли (Land Raiders)
- 1973 — Мальчик, который рассказывал об оборотне (The boy who cried werewolf)

### Художник
- 1941 — Тётка Чарлея (Charley’s Aunt)
- 1941 — Белль Старр (Belle Starr)
- 1941 — Как зелена была моя долина (How Green Was My Valley)
- 1941 — Ночной кошмар (I wake up screaming)
- 1942 — A Gentleman at Heart
- 1942 — Десять джентльменов из Уэст Пойнт (Ten Gentlemen from West Point)
- 1942 — The loves of Edgar Allan Poe
- 1942 — Dr. Renault’s secret
- 1942 — That Other Woman
- 1946 — На краю лезвия (The Razor’s Edge)
- 1947 — Другая любовь (The over love)
- 1947 — Тело и душа (Body and Soul)
- 1948 — Поцелуями сотри кровь с моих рук (Kiss the Blood Off My Hands)
- 1949 — Поддержка (Undertow)
- 1949 — Free for All
- 1950 — Винчестер 73 (Winchester '73)
- 1950 — Deported
- 1950 — Харви (Harvey)
- 1951 — Блестящая победа (Bright victory)
- 1951 — Гром на холме (Thunder on the hill)
- 1951 — Загадочная дверь (The strange door)
- 1951 — Излучина реки (Bend of the River)
- 1951 — Meet Danny Wilson
- 1951 — Cave of Outlaws
- 1951 — Reunion in Reno
- 1952 — Непокорённый фронтир (Untamed frontier)

### Сценарист
- 1961 — Полёт на воздушном шаре (Flight of the Lost Balloon)
- 1961 — Гроб кровавого доктора (Doctor Blood’s Coffin)
- 1961 — Boy Who Caught a Crook
- 1962 — Джек — убийца великанов (Jack the Giant Killer)

### Продюсер
- 1961 — Flight of the Lost Balloon
- 1964 — East of Sudan